# 劉玉瓚
劉玉瓚，直隸顺天府大兴县人，清朝政治人物、同进士出身。

## 生平
順治二年（1645年）舉乙酉科順天鄉試，顺治四年，登丁亥科进士，官至江西撫州府知府。